# نصاب قانوني

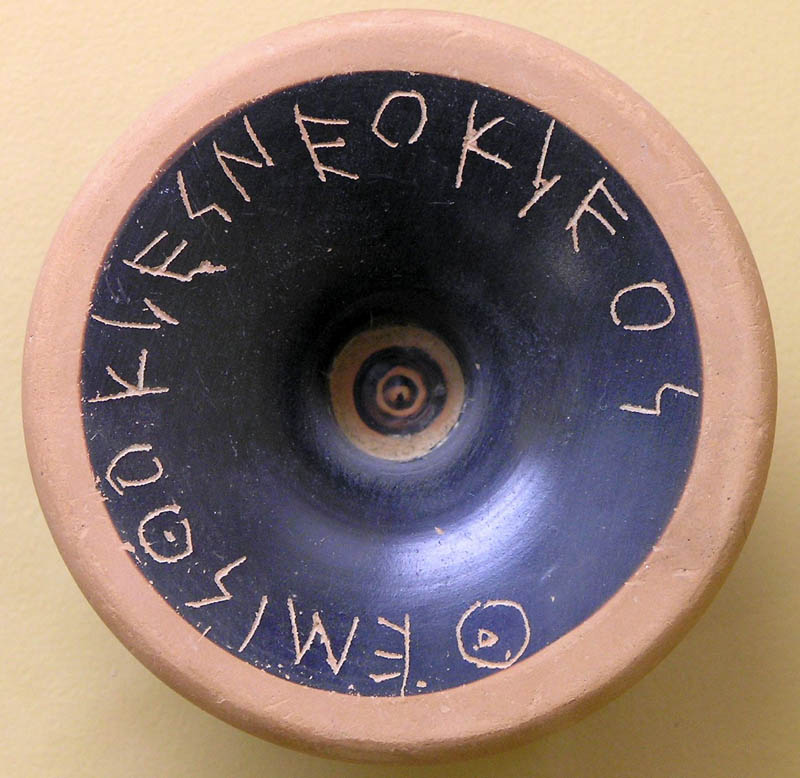

النصاب القانوني يعرف ضمن الإجراءات النيابية في مجالس السلطات التشريعية ولجانها بأنه الحد الأدنى من الحضور الكافي لعقد الجلسات التشريعية أو الاستجوابية. ولا يقتصر ذلك على المجالس التشريعية وحسب بل هذا المفهوم كذلك لاجتماعات المجالس العمومية للشركات المساهمة والبنوك التي لا يمكن لها ان تعقد اجتماعاتها العمومية إلا عند اكتمال النصاب القانوني المحدد سلفا.
يتراوح النصاب القانوني في غالب المجالس بين النصف أو الثلثين من أعضاء المجلس، وتختلف أيضا بحسب نوعية الاجتماع, فالاجتماعات الدورية والاعتيادية غالبا ما يكتفى فيها بحضور نصف الأعضاء. فيما ترتفع قيمة النصاب إذا ما كان الاجتماع استثنائيا أو لاتخاذ قرارات مصيرية، كقرارات الحرب والسلم وتعديل الدستور، لتصعد إلى الثلثين من أعضاء المجلس.